# Невский театр В. А. Неметти
Невский театр В. А. Неметти (доходный дом В. И. Колышко) — памятник архитектуры. Расположен в Петроградском районе Санкт-Петербурга, современный адрес дома — Чкаловский проспект, 16.
С 1895 года участок принадлежал капитану 2-го ранга Владимиру Иосифовичу (Осиповичу) Колышко, по заказу которого Александр Монтаг построил дом с адресом Геслеровский проспект 27 / Большая Зеленина улица, 14 (здание было достроено Павлом Мульхановым в 1913—1914 годах) и жилые деревянные флигели. Колышко женился на австрийке Вере Линской-Неметти, артистке и антрепренёре, которая 15 лет арендовала театр и сад на улице Декабристов, 39, а после потери контракта решила сделать театр на участке мужа.

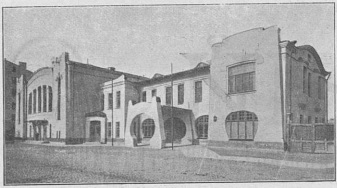
Оригинальное здание театра

Невский (Новый Петербургский) театр был построен в 1902 году, отделка завершена в 1904 году. В целях экономии в постройке были совмещены летний и зимний театры. Противопожарная безопасность обеспечивалась металлическими стропилами и фермами, железным занавесом (сделанными «Артуром Коппелем и Ко»), асбестовыми досками потолка зимнего зала, бетонными перегородками, несгораемыми полами и потолками. Лепнину фасада создала артель Струкова с участием венских мастеров, лепнину интерьеров — мастерская Никольского, электроарматуру — фабрика «М. Край и Ко» с использованием рисунков В. Ортлиба, декоративное опалесцентное стекло — Северное стекольно-промышленное общество.
Основная часть здания была симметричной, в ней находился прямоугольный зрительный зал на 800 человек с балконом. Сбоку к главному объёму примыкал ресторан с гостиными, летом превращавшийся в проходной вестибюль с кассами, с тыльной стороны располагался летний зал под стеклянной крышей. Освещение главного фойе шло через большое пятичастное трапециевидное окно, лестницы располагались в ризалитах-пилонах и освещались через вытянутые вертикально окна. Таким образом, здание было функционально зонировано, близкие по назначению помещения выделялись в самостоятельные объёмы. Здание было выполнено в стиле модерн, но в нём есть черты, позднее получившие развитие в конструктивизме.
В стиле театра преобладали отголоски австрийского сецессиона — в частности, сочетались прямые и плавные линии, были сделаны рельефные фризы.
Театр неоднократно посещал Александр Блок, здание считалось одной из самых интересных работ Монтага.
По всей видимости, театр не приносил большого дохода, поэтому 24 марта 1908 года был утверждён проект Павла Мульханова по перестройке его в доходный дом. Боковое крыло и летний зал были разобраны с организацией внутреннего двора, основной объём достроен до пяти этажей и расширен пристройкой слева со стороны проспекта.
Фасады шершаво оштукатурены, лепнина скромная — рустика, венки и гирлянды, во дворе сделана стилизованная в духе раннего модерна цветочная лента. Внешний угол здания скруглён, подчёркнут большим цилиндрическим эркером и криволинейным фронтоном. На фасаде неоднократно повторяются парные профильные лепные изображения Марса и Белонны (по другой версии, Минервы).
Один из флигелей (современный дом 16 литера Б) был построен во дворе Г. О. Гиргенсоном для М. А. фон Гук в 1912—1913 годах, у него разнотонная и разнофактурная штукатурка, каннелированные строго геометрически расположенные на простенках лопатки, бетонные кронштейны с уступами и ниши с вазами.